# Бальян, Роже
Роже Бальян (фр. Roger Balian, 18 января 1933, Лион, Франция) — французский физик-теоретик, член Академии наук Франции (1995), иностранный член Национальной академии наук Армении, научный консультант Французской комиссии по атомной энергии (CEA). Сооснователь Службы теоретической физики Сакле; соавтор теоремы Бальяна — Лоу, один из открывателей β-фазы сверхтекучести гелия-3.

## Биография
Родился в семье выходцев из Армении, отец — электрик Нубар Балян, приехал во Францию в 1920 году, мать — Неварт Аветисян.
В 1952 году окончил Политехническую школу в Париже. В 1955—1958 годы — горный инженер. В 1956—1987 годах — научный сотрудник Центра CEA Сакле, работал в отделе теоретической физики (1956—1979), c 1979 года — заведующий кафедрой теоретической физики.
Преподаватель в Политехнической школе с 1978 года, в 1978—1998 годы — профессор физики.
В 1972—1980 годы — директор Летней школы теоретической физики в Физической школы в Лез-Уше.
Член редколлегии журнала Physics A (1970—1975); научный редактор (1988—1991), затем — главный редактор (1992—1995) журнала «Еврофизика».
Член Французского национального центра научных исследований, в 1976—1982 годы — член национального комитета, в 1988—1993 годы — член Научного совета. Член учёного совета CEA (1995—2007).

## Научная деятельность
Основные направления научных работ — основы квантовой механики (теория измерений), информация и энтропия в статистической механике, ядерная физика, физика частиц, квантовые жидкости, в частности гелий-3, фазовые переходы, волны и их связь с классическими траекториями, колебания и распространение электромагнитных волн, теория сигналов, распределение галактик.
Вопрос о сверхтекучести гелия-3 не продвигался до тех пор, пока в 1957 году не была представлена теория сверхпроводимости Бардина — Купера — Шриффера. В начале 1960-х годов несколько групп исследователей предложили гипотетические сверхтекучие состояния гелия-3. Лев Питаевский показал, насколько куперовские пары атомов гелия-3 будут существенно отличаться от куперовских пар электронов. Затем появились две модели — одна Филипа Андерсона и Пьера Мореля, а другая — Роже Бальяна и Ричарда Вертхамера (и независимо Юрия Вдовина), — которые в конечном итоге обе точно описывали два разных состояния сверхтекучести жидкого гелия-3.

## Признание
- Член Королевского общества наук Уппсалы (1988);
- Действительный член Академии наук Республики Армения (2003);
- Премия Пуанкаре (1954);
- Премия Лапласа Академии наук (1954);
- Премия Риво и Лэмба Академии наук (1954);
- Премия Ланжевена[фр.] Французского физического общества (1966);
- Лабораторная премия Академии наук (1972);
- Премия Рикара Французского физического общества (1977);
- Орден Академических пальм;
- Орден «За заслуги»;
- Орден Почётного легиона[2].